# Żurżewyczi
Żurżewyczi (ukr. Журжевичі) – wieś na Ukrainie, w obwodzie żytomierskim, w rejonie olewskim, nad Pławem. W 2001 roku liczyła 331 mieszkańców.